# Jom hašoa
Jom ha-Zikaron la-Šoa ve-la-Gvura (יום הזיכרון לשואה ולגבורה; "Dan sjećanja na holokaust i heroizam"), znan kolokvijalno u Izraelu i izvan njega kao Jom hašoa te na hrvatskom kao Dan sjećanja na holokaust ili Dan holokausta, obilježava se kao izraelski dan komemoracije za približno šest milijuna židova koji su stradali u Holokaustu zbog akcija koje je provodila nacistička Njemačka sa svojim sudionicama i za židovski otpor u tom periodu. U Izraelu je ovaj dan nacionalni spomendan i javni praznik. Održava se 27. nisana (travnja/svibnja). U ostalim zemljama postoje različiti komemorativni dani – vidi Dan sjećanja na holokaust.

## Počeci
Jom hašoa bio je inauguriran 1951. godine i ugrađen u zakon koji je potpisao premijer Izraela David Ben-Gurion i predsjednik Izraela Yitzhak Ben-Zvi.
Originalni prijedlog stavljao je Jom hašoa 14. nisana, na godišnjicu ustanka u Varšavskom getu (19. travnja 1943.), no to je bilo problematično jer 14. nisana slijedi odmah nakon Pesaha (Prijelaza). Datum je stoga pomaknut na 27. nisana što je osam dana prije Jom ha-acma'uta ili izraelskog Dana neovisnosti. 
Dok ortodoksni židovi komemoriraju Holokaust na Jom hašoi, ostali u ortodoksnoj zajednici—posebice haredimskoj, uključujući hasidimsku—prisjećaju se žrtava Holokausta na dane tugovanja koje su proglasili rabini prije Holokausta kao što su Tiš'a be-av ljeti i Deseti teveta zimi, jer se u židovskoj tradiciji mjesec nisan smatra radosnim mjesecom asociranim s Prijelazom i mesijanskim otkupljenjem. Ismar Schorsch, bivši kancelar konzervativnog judaističkog Židovskog teološkog seminara Amerike tvrdi da bi se komemoracija Holokausta trebala obilježavati na Tiš'a be-av.
Većina židovskih zajednica održava svečanu ceremoniju na ovaj dan, no ne postoji institucionalizirani ritual koji su prihvatili svi židovi. Obično se tada pale memorijalne svijeće i recitira Kadiš, molitva za preminule. Pokret Masorti (konzervativnog judaizma) u Izraelu stvorio je Megilat hašoa, svitak i liturgijsko čitanje za Jom hašou, skupni projekt židovskih vođa u Izraelu, Sjedinjenim Državama i Kanadi. Sofer Marc Michaels pretvorio je potom knjižicu u košerni svitak za čitanje u zajednici a zatim u tikun—kopirani vodič za pisare—'Tikun megilat hašoa'. Konzervativni rabin David Golinkin napisao je 1984. godine članak u časopisu Conservative Judaism predlažući program razmatranja praznika, uključujući post.

## Komemoracija

### U Izraelu
Jom hašoa u Izraelu počinje u suton s državnom ceremonijom koja se održava na Trgu Varšavskog geta kraj Jad Vašema, spomenika herojima i mučenicima Holokausta, u Jeruzalemu. Tijekom ceremonije nacionalna zastava spušta se na pola koplja, predsjednik i premijer drže govore, osobe koje su preživjele Holokaust pale šest baklji koje simboliziraju približno šest milijuna židova poginulih u Holokaustu, a glavni rabini recitiraju molitve.
U 10 sati ujutro na Jom hašou oglašavaju se sirene diljem Izraela na dvije minute. Tijekom tog vremena ljudi prestaju s radom i stoje u mirnom stavu; automobili se zaustavljaju, čak i na autocestama, te čitava zemlja zastaje dok ljudi odaju tihu počast umrlima.
Na Jom hašou održavaju se ceremonije i službe u školama, vojnim bazama i ostalim javnim i zajedničkim organizacijama.
Tijekom večeri kojom započinje Jom hašoa i čitavog sljedećeg dana po zakonu su zatvorena sva mjesta javnog okupljanja. Izraelska televizija emitira dokumentarce o Holokaustu i rasprave na temu Holokausta, a na radiju sviraju melodije dubokih tonova. Zastave se na javnim zgradama vijore na pola koplja.
Obilježavanje dana pomiče se unatrag na prethodni četvrtak, ako 27. nisana padne u petak (kao 2008.) odnosno na sljedeći dan, ako 27. nisana padne u nedjelju (radi izbjegavanja blizine židovskog sabata). Fiksni židovski kalendar osigurava da 27. nisana ne padne u nedjelju.

### Izvan Izraela
Židovi u dijaspori koji obilježavaju Jom hašou mogu to učiniti u sinagogi kao i u široj židovskoj zajednici. Komemoracije imaju raspon od sinagognih službi do komunalnih bdijenja i edukativnih programa. Mnogo jomhašoanskih programa sadrži govor osobe koja je preživjela Holokaust ili njezinog izravnog potomka, recitate prigodnih psalama, pjesama i čitanja ili gledanje filma s temom Holokausta. Neke zajednice odaberu isticanje dubine gubitka koji su židovi iskusili u Holokaustu tako što čitaju imena žrtava Holokausta jedno za drugim—dramatizirajući nedokučivu ideju od šest milijuna smrti. Mnoge židovske škole također održavaju edukativne programe vezane uz holokaust na Jom hašou ili okolne dane.
Također tijekom toga dana deseci tisuća izraelskih srednjoškolaca i tisuće židova i nežidova diljem svijeta vrše memorijalnu službu u Auschwitzu koja je postala poznata kao "Marš živućih" u inat smrtnim marševima tijekom Holokausta. Ovo zbivanje podupire i subvencionira izraelsko Ministarstvo obrazovanja i Konferencija o tvrdnjama Holokausta, te se smatra važnim dijelom školskog kurikuluma – kulminacije nekoliko mjeseci učenja o Drugom svjetskom ratu i Holokaustu.

## Ortodoksni judaizam i Jom hašoa
Glavni rabinat Izraela odlučio je 1949. godine da bi Deseti teveta trebao biti nacionalni dan sjećanja na žrtve Holokausta. Za taj je dan preporučio tradicionalne židovske načine sjećanja na mrtve kao što su proučavanje tradicionalnog odlomka Mišne o ritualnom pranju, govorenje Psalama, osvjetljavanje svijeće yahrzeita te govorenje Kadiša za one žrtve Holokausta čiji datum smrti ostaje nepoznat. U drugim prigodama Glavni rabinat također je označio Tiš'a be-av kao datum sjećanja na žrtve Holokausta.
Odlukom Knesseta od 21. travnja 1951. o obilježavanju 27. nisana kao Jom hašoe ignorirana je odluka Rabinata od prije dvije godine, pa je Glavni rabinat zauzvrat odlučio ignorirati datum koji je odabrao Knesset, a jedan je razlog bio u tome što židovsko pravo zabranjuje post i određene zakone o žalovanju tijekom mjeseca nisana koji se smatra mjesecom radosti. Drugi pogled koji zastupa utjecajni haredski rabin Avraham Yeshayeh Karelitz (poznat kao 'Chazon Ish') navodi da danas nemamo vlast za uvođenjem novih dana žalovanja ili komemoracije za buduće generacije.
Iako neki ortodoksni židovi komemoriraju Holokaust na Jom hašou, ostali u ortodoksnoj zajednici – posebice haredimskoj, uključujući hasidimsku – sjećaju se žrtava Holokausta tijekom tradicionalnih dana žalovanja koji su već bili određeni prije Holokausta, primjerice Tiš'a be-av ljeti i Deseti teveta zimi. Nekoliko poznatih haredskih rabina uključujući rabina Michaela Dova Bera Weissmadla, rabina Shloma Halberstama od Bobova, rabina Shimona Schwaba i nekoliko drugih napisali su kinote o Šoi koji se govore tijekom Tiš'e be-ava.
Dok većina modernih ortodoksnih religioznih cionističkih židova stoji mirno dvije minute tijekom zvuka sirene, u haredskim područjima ne daje se nikakva pažnja Jom hašoi. Većina trgovina ostaje otvorena, škole nastavljaju s radom, a ljudi se ne zaustavljaju u hodu kada se sirene oglase. Nesudjelovanje Haredima u Jom hašoi jedna je od točaka koja redovito uzrokuje trvenja između Haredima i neharedima u Izraelu jer neharedimi smatraju haredsku poziciju ignoriranja sirene i Jom hašoe nepoštovanjem.
Stoga ovakva situacija nastaje ondje gdje se razni religijski oblici komemoracije odvijaju primarno Desetog teveta i na Tiš'u be-av, dok se sekularni oblici komemoracije održavaju primarno na Jom hašou, a svaka strana populacije ignorira dan komemoracije druge strane.

## Konzervativni judaizam i Jom hašoa
Godine 1981. članovi Federacije klubova Židova (FJMC, engl. Federation of Jewish Men's Clubs), ogranka glavne struje konzervativnog pokreta, stvorili su specijalni memorijalni projekt specifično za Jom hašou. Smišljena je posvećena svijeća yahrzeit sa žutim voskom i logotipom Davidove zvijezde omotane bodljikavom žicom kao podsjetnik na to što su židovi morali nositi oko ruku tijekom Holokausta. Ovaj predmet postao je poznat kao Žuta svijeća FJMC-a (TM). Približno 300.000 svijeća razdijeli se svake godine diljem svijeta zajedno s relevantnim molitvama i meditacijama. FJMC Yellow Candle
Godine 1984. konzervativni rabin David Golinkin napisao je članak u časopisu Conservative Judaism predloživši program razmatranja praznika uključujući post. U svom članku naveo je da su unatoč stvarnoj zabrani privatnih postova tijekom nisana (što je glavni ortodoksni prigovor položaju toga dana), komunalni postovi za tragedije koje su pogodile židovske zajednice zaista bili proglašavani prije modernog razdoblja.
Druga istaknuta konzervativna židovska ličnost koja je dijelila ortodoksni osjećaj o neusvajanju Jom hašoe Ismar Schorsch, bivši kancelar konzervativnog judaističkog Židovskog teološkog seminara Amerike smatrao je da se komemoracija Holokausta treba održavati na Tiš'u be-av.
Masortski (konzervativni judaistički) pokret u Izraelu stvorio je Megilat hašou, svitak i liturgijsko čitanje za Jom hašou. Ova publikacija bila je zajednički projekt židovskih vođa u Izraelu, Sjedinjenim Državama i Kanadi.

## Nadnevci po gregorijanskom kalendaru
Jom ha-Šoa će biti obilježavan sljedećih godina u ove nadnevke po gregorijanskom kalendaru:
- 2016. u četvrtak, 5. svibnja
- 2017. u ponedjeljak, 24. travnja
- 2018. u četvrtak, 12. travnja
- 2019. u četvrtak, 2. svibnja
- 2020. u utorak, 21. travnja
- 2021. u četvrtak, 8. travnja
- 2022. u četvrtak, 28. travnja

## Vanjske poveznice
- Jom hašoa u izraelskom Knessetu (na engleskom)
- Jom hašoa u izraelskom Knessetu (na hebrejskom)
- The Forum for Yom HaShoah (UK)  Arhivirana inačica izvorne stranice od 7. ožujka 2022. (Wayback Machine)
- Memorijalni dan Holokausta (Jom hašoa) na Jewish Virtual Library
- 27. nisana kao standardni datumi na HebCal
- United States Holocaust Memorial Museum – Dani sjećanja 2010.
- Moshe Yaalon, [neaktivna poveznica] travanj 2007.